# Терсіт
Терсі́т (грец. Thersites) — зухвалий) — невгамовний крикун, найзухваліший і найпотворніший між ахейцями в Троянській війні. Одіссей побив Терсіта жезлом за словесну образу Агамемнона («Іліада», II, 212). За пізнішим переказом, Терсіта вбив Ахіллес за те, що він проколов око вбитої амазонки Пентесілеї.